# Pere Posa
Pere Posa (?, s. XV - Barcelona, 1506) fou un clergue, llibreter i impressor català. Fou el primer català a dedicar-se a l'art d'imprimir llibres.

## Vida i obra
Pere Posa fou prevere de l'església de Sant Jaume (llavors situada a l'actual plaça de Sant Jaume de Barcelona), majoral de la confraria de la Trinitat (1505) i rector de la parròquia de Talamanca.
Si bé Pere Posa no fou el primer impressor establert a Catalunya, puix els alemanys Joan de Salzburg i Pau de Constança (o Pau Hurus) varen publicar el primer llibre imprès a Barcelona (i amb data segura) el 13 de desembre de 1475 (els Rudimenta Grammaticae de Nicolau Perotto) és considerat el primer impressor d'origen català.
S'associà amb Pere Brun, savoià amb qui, conjuntament, va imprimir la Vida del Rei Alexandre en català, entre altres obres. La societat amb Pere Brun durà poc, i Pere Posa va continuar en solitari la seva tasca d'impressor, adquirint aviat gran prestigi i situant-se en els primers llocs d'entre els professionals del nou art. És força probable que l'any 1481 fos l'impressor de la Sentència reial de Ferran II a la primera cort de Barcelona, en llatí.

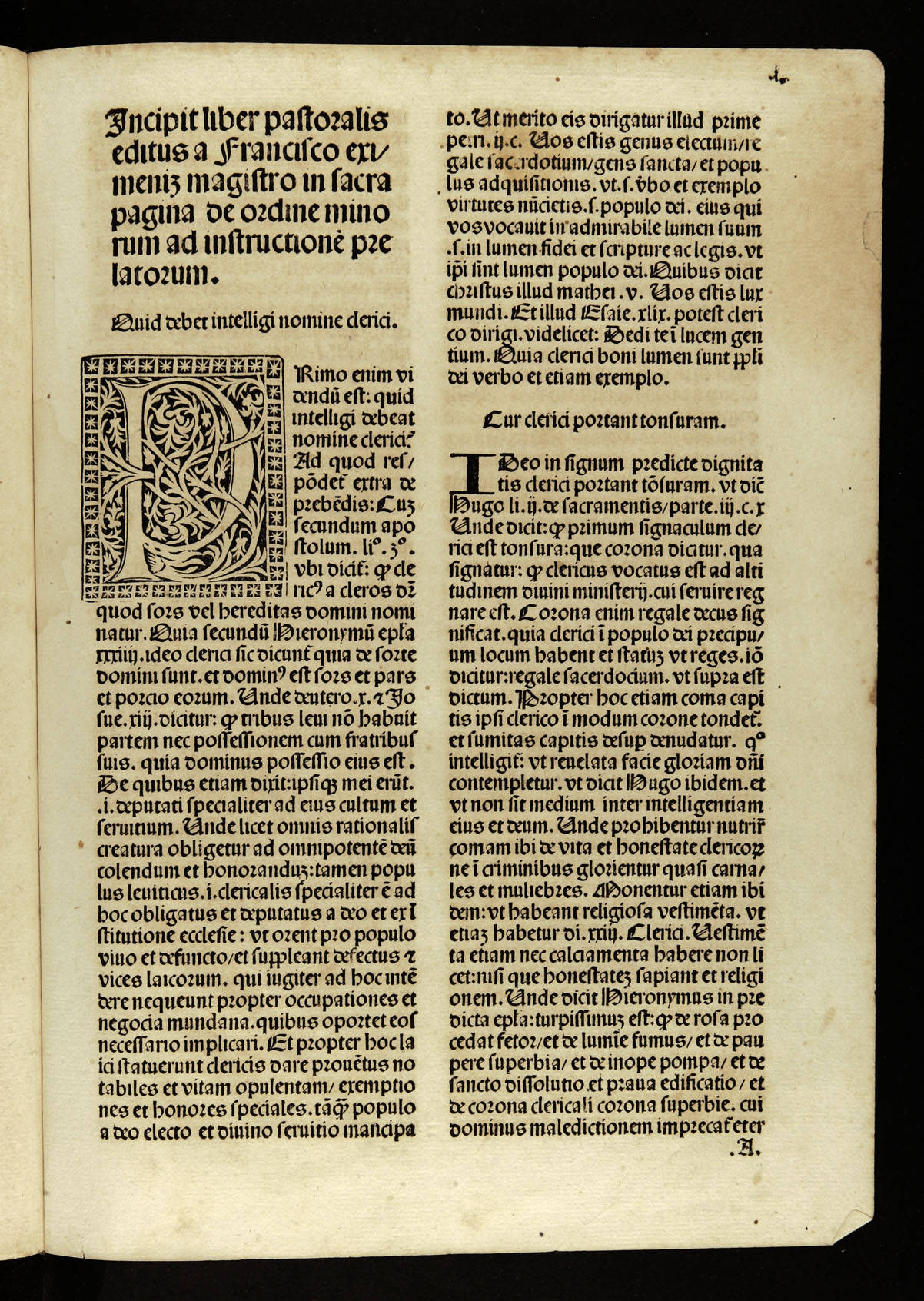
Inici de l'edició del Pastorale de Francesc Eiximenis impresa a Barcelona per Pere Posa el 1495.

L'any 1482 Pere Posa establí el seu taller al carrer de la Boqueria, al costat de l'església del Pi, i començà a revelar-se com un mestre del nou art. Aquest mateix any imprimí l'obra Imitació de Jesucrist de Tomàs de Kempis, llibre que es convertí en referència artística, ja que fou el primer que s'imprimí amb una orla xilogràfica i inicials ornamentades també fetes amb xilografia. Posa destacà ràpidament per la qualitat dels seus treballs. Superà en aquest punt els mateixos impressors alemanys, no només per la introducció dels avenços en la utilització d'estris i materials tipogràfics, sinó sobretot per la correcció i la pulcritud dels treballs que publicava, els temes dels quals dominava, com a integrant de l'església, de sacerdot i pel coneixement de les llengües llatina, catalana i castellana.
En el mateix any 1482 publicà l'obra Suma de l'Art de Arismètica de Francesc Santcliment, la primera obra d'aritmètica mercantil impresa a Catalunya i també en el marc ibèric. Seguidor de Ramon Llull, Pere Posa va editar diverses obres del gran filòsof mallorquí: l'Ars magna (1501), l'Apostrophe (1504) i l'Arbor scientiae(1505). També edità el Pastorale de Francesc Eiximenis el 5 de desembre de 1495.
Fins a 1505 la impremta de Posa va ser considerada com la més activa de Barcelona, i va produir més de trenta llibres com Phoce Grammatici et Summi oratoris, el Consolat del Mar (1494) o els Quesits o perquens de Girolamo Manfredi, si bé atribuint-lo erròniament a Albert el Gran (1499), entre d'altres. Al llarg d'aquest temps, les seves edicions foren sempre pulcres i correctes en el fons i en la forma, fins que als últims anys, sobretot a causa de les nombroses reimpressions, la pulcritud va decaure notablement.
Pere Posa va morir a Barcelona el 1506, deixant l'obrador tipogràfic al seu nebot, anomenat també Pere Posa, menor d'edat, que des de 1518 va continuar la tasca del seu oncle.